# Municipio de Munkfors
Munkfors (en sueco: Munkfors kommun) es un municipio de la provincia de Värmland, en el suroeste de Suecia. Su sede se encuentra en la localidad de Munkfors. En 1952 el municipio rural de Ransäter obtuvo el título de ciudad de mercado (köping) y el nombre Munkfors por su única localidad urbana. Con la reforma del gobierno en 1971 se convirtió en un municipio de tipo unitario sin adición de territorio.

## Localidades
Solo hay una área urbana (tätort) en el municipio:
| # | Tätort   | Población |
| - | -------- | --------- |
| 1 | Munkfors | 2948      |
| 2 | Ransäter | –         |

## Ciudades hermanas
Munkfors esta hermanado con:
- Lindsborg, Kansas, Estados Unidos